# 192220 Oicles
192220 Oicles è un asteroide troiano di Giove del campo greco. Scoperto nel 2007, presenta un'orbita caratterizzata da un semiasse maggiore pari a 5,2106880 UA e da un'eccentricità di 0,0594784, inclinata di 12,77580° rispetto all'eclittica.
L'asteroide è dedicato a Oicle.